# 范家卓子乡
范家卓子乡是中国陕西省延安市黄龙县下辖的一个乡。

## 行政区划
范家卓子乡下辖以下行政区：
范家卓子村、相里村、曹家山村、高梁村、碾子塬村、红罗义村、榆前河村